# Dupleix (Métro Paris)

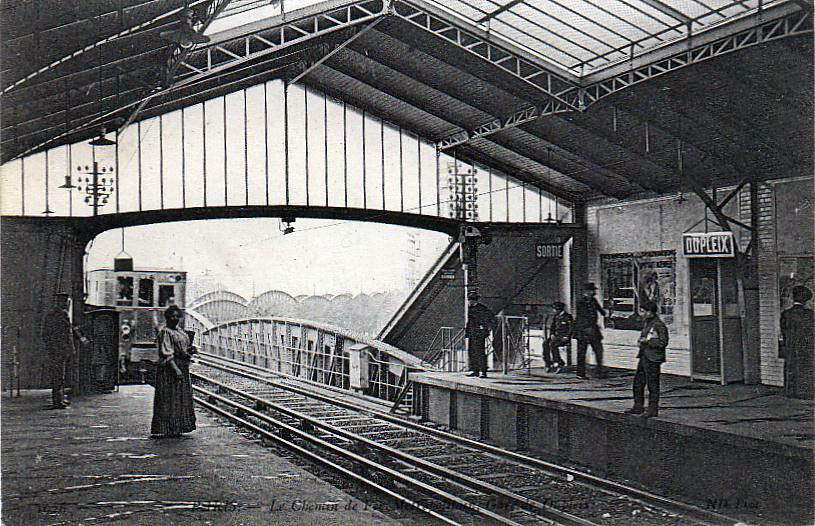
Die Station Dupleix in den Anfangsjahren, von der Station Grenelle (seit 1949: Bir-Hakeim) einfahrender Zug der Bauart Sprague-Thomson

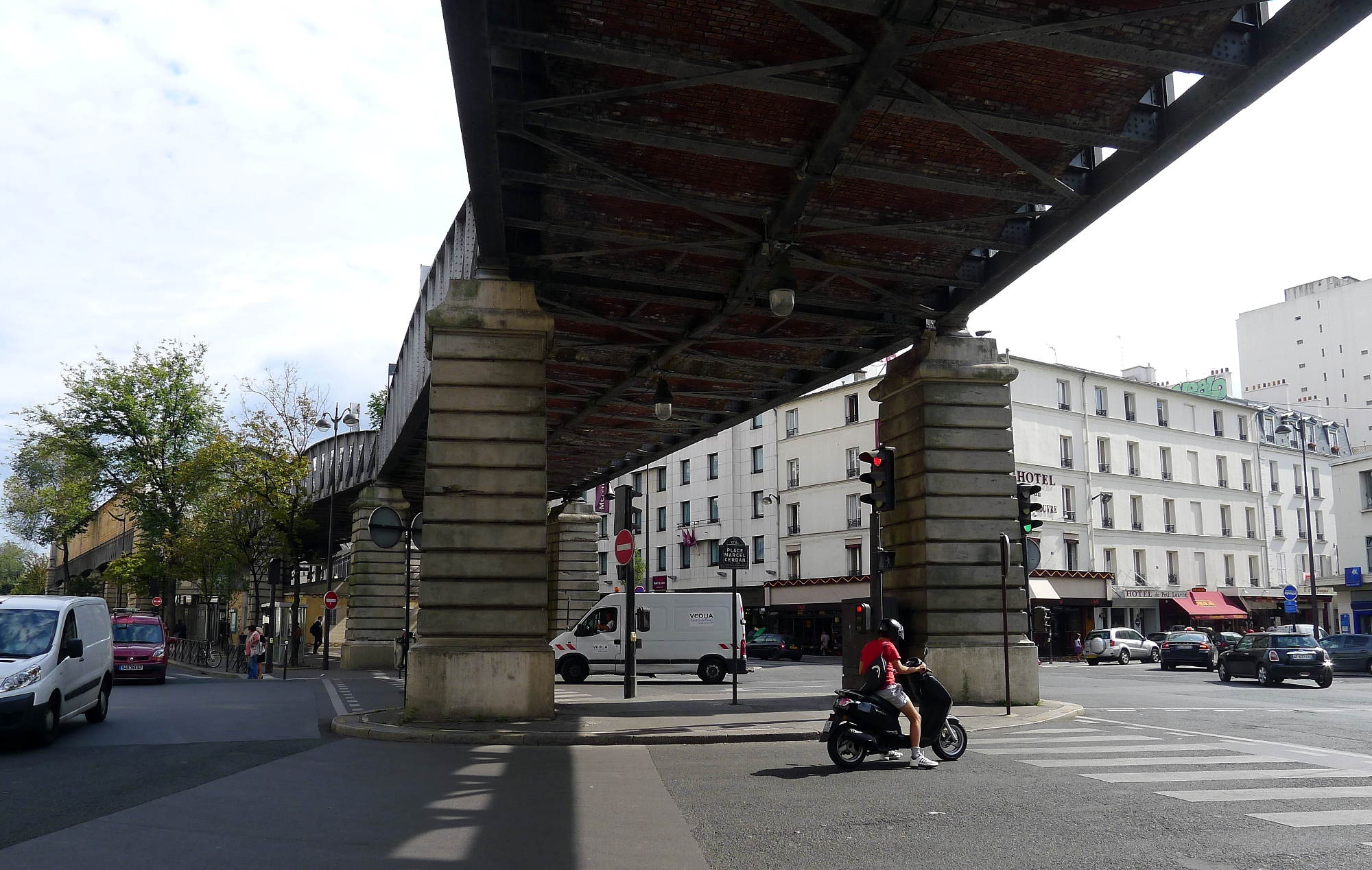
Hochbahn über dem Boulevard de Grenelle, im Hintergrund die Station Dupleix

Die U-Bahn-Station Dupleix [dyplɛks] ist ein Hochbahnhof der Linie 6 der Pariser Métro.

## Lage
Die Station befindet sich im Quartier de Grenelle des 15. Arrondissements von Paris. Sie liegt längs über dem Mittelstreifen des Boulevard de Grenelle zwischen der Rue Humblot und der Rue Auguste Bartholdi.

## Name
Benannt ist der U-Bahnhof ist nach der nahegelegenen Straße Rue Dupleix. Joseph François Dupleix war Generalgouverneur der Französischen Ostindienkompanie, in dieser Funktion vergrößerte er den Einfluss Frankreichs gegenüber den Briten auf dem Subkontinent.

## Geschichte
Die Station wurde am 24. April 1906 in Betrieb genommen, als der Abschnitt von Passy bis Place d’Italie eröffnet wurde. Dieser war eine Verlängerung der damaligen Linie 2 Sud. Am 14. Oktober 1907 wurde die bis dahin eigenständige Linie 2 Sud aufgegeben und zum südwestlichen Endabschnitt der Linie 5 (Étoile – Place d’Italie – Gare du Nord). Am 6. Oktober 1942 wurden die Linienverläufe wieder verändert, sodass seitdem die Linie 6 an der Station verkehrt.

## Beschreibung
Der Aufbau der Station entspricht dem der meisten anderen Bahnhöfe in Hochlage der Linie 6. Sie ist 75 m lang und hat 4,10 m breite Seitenbahnsteige an zwei parallelen Streckengleisen. Zwei Längsträger, die jeweils auf einer Reihe von eisernen Säulen aufliegen, tragen das Gleisbett und die Innenkanten der Bahnsteige. Deren Außenkanten und die Seitenwände ruhen auf zwei weiteren Längsträgern, die von gemauerten Pfeilern gestützt werden. An den vier Ecken der Station ragt je ein Pfeiler aus Gestaltungsgründen über das Dach hinaus. Die Station ist mit einem – in Firstnähe gläsernen – Satteldach versehen, das auch die Gleise überspannt. Die gemauerten Seitenwände zeigen nach außen hin geometrische Ornamente.
Die überdachten Zugangstreppen befinden sich am westlichen Stationsende, nachträglich wurde dort zu jedem Bahnsteig eine Rolltreppe installiert.

## Fahrzeuge
Ab ca. 1910 verkehrten auf der Strecke Züge der Bauart Sprague-Thomson. Im Juli 1974 wurde sie auf gummibereifte Fahrzeuge umgestellt, seitdem fährt auf der Linie 6 die Baureihe MP 73. Seit Januar 2023 wird auch die Baureihe MP 89 CC auf der Linie 6 eingesetzt.